# Lyarmaru
Lyarmaru (azerbajdzjanska: Lərmərud) är en ort i Azerbajdzjan.   Den ligger i distriktet Lerik Rayonu, i den södra delen av landet, 200 km sydväst om huvudstaden Baku. Lyarmaru ligger 637 meter över havet och antalet invånare är 1 019.
Terrängen runt Lyarmaru är kuperad. Närmaste större samhälle är Lerik, 14,5 km söder om Lyarmaru. 
I omgivningarna runt Lyarmaru växer i huvudsak blandskog. Runt Lyarmaru är det ganska tätbefolkat, med 120 invånare per kvadratkilometer.